# Anemia blechnoides
Anemia blechnoides là một loài dương xỉ trong họ Anemiaceae. Loài này được Sm. mô tả khoa học đầu tiên năm 1818.